# عشرب رباعي الزوايا
عشرب رباعي الزوايا (الاسم العلمي:Exacum tetragonum) هو نوع من النباتات يتبع جنس العشرب من الفصيلة الجنطيانية.